# Pablo Correa
Pour les articles homonymes, voir Correa (homonymie).
Pablo Correa, né le 14 mars 1967 à Montevideo (Uruguay), est un footballeur puis entraîneur franco-uruguayen. Il a été joueur professionnel au Nacional, Rentistas, Peñarol de Montevideo, Defensor Sporting, San Lorenzo, Montevideo Wanderers Fútbol Club et à Nancy, où il a passé la majeure partie de sa carrière depuis 1995, en tant que joueur, puis entraîneur.

## Biographie

### Carrière de joueur
Pablo Correa a été repéré par Carlos Curbelo. En avril 1995, László Bölöni et les présidents Parentin et Rousselot effectuent une tournée en Amérique du Sud. Pablo Correa évolue alors dans le club de première division de Wanderes à Montevideo. Malheureusement, lorsque la délégation nancéienne arrive sur place, il est suspendu. Le club organise alors deux matchs amicaux afin de permettre aux Lorrains d'évaluer Correa dans des conditions de jeu.
En juillet 1995, alors qu'il a déjà 28 ans, l'attaquant uruguayen découvre le football européen en signant un premier contrat de trois ans avec l'ASNL. Pablo Correa réussira sa plus belle saison lors de l'exercice 1997-1998 où il terminera meilleur buteur du club avec 14 buts, couronné par le titre de champion de France de seconde division. En juillet 1998, il effectue un essai au Stade lavallois qui restera sans suite. Victime de la concurrence, il n'est pas souvent titulaire la saison suivante mais parvient tout de même à inscrire 3 buts décisifs en fin de saison. Contacté l'été suivant par plusieurs clubs de deuxième division, Pablo Correa choisit de rester à Nancy et signe un nouveau contrat de deux ans avec l'ASNL. Il jouera cependant très peu avec l'équipe professionnelle.
En 2000, Francis Smerecki remplace Laszlo Bölöni mais l'Uruguayen joue toujours aussi peu. Il réussit toutefois à inscrire deux buts lors des quelques minutes qu'il passe sur le terrain lors de la première partie du championnat 2000-2001. En décembre, il annonce qu'il raccroche les crampons. Pablo Correa dispute son dernier match le 9 décembre face à Nice, mettant fin à sa carrière de footballeur professionnel à l'âge 33 ans.
Il passe donc en tant que joueur cinq saisons et demi à l'AS Nancy-Lorraine, dont trois en D1 (37 matches pour 6 buts en championnat) et deux et demi en D2 (82 matches pour 22 buts en championnat). Il intègrera peu après le staff technique du club dans un rôle d'observateur et passera ses diplômes d'entraîneurs. Un an plus tard, il sera promu entraîneur assistant de l'équipe professionnelle.

### Carrière d'entraîneur

#### Débuts à l'AS Nancy-Lorraine (2002-2011)
Le 11 novembre 2002, Moussa Bezaz est relevé de sa fonction d'entraîneur. Jacques Rousselot confie alors la direction de l'équipe pro à Pablo Correa. Le jeune entraîneur parvient à maintenir l'ASNL en Ligue 2 grâce à une excellente deuxième partie de saison. Sous ses ordres, l'équipe progresse régulièrement et atteint finalement le titre de champion de France de L2 en mai 2005. La saison suivante est également couronnée de succès puisque Nancy assure assez tranquillement son maintien en L1 et gagne la Coupe de la Ligue 2006.
Grâce à sa victoire en Coupe de la Ligue, Nancy décroche sa qualification pour le premier tour de la Coupe de l'UEFA 2006-2007 et remporte le match couperet aller-retour face au FC Schalke 04. L'équipe termine seconde de sa poule, mais est finalement éliminée en 16e de finale face au Chakhtar Donetsk. La saison suivante 2007-2008, Pablo Correa réussit à hisser le club à la 4e place du championnat de Ligue 1, synonyme de qualification directe pour la phase de poule de la Coupe UEFA 2008-2009, en dépit d'un budget largement inférieur aux autres clubs français prétendants aux qualifications européennes. Pablo Correa est alors élu « entraîneur français de l'année » par le magazine France Football deux années consécutives (fait inédit) en 2006 et 2007,,. Cependant l'ASNL ne passe pas la phase de poule de la Coupe de l'UEFA puisqu'elle finit 4e de son groupe à seulement 1 point de la qualification en 16e de finale.
Lors des trois saisons suivantes, de 2009 à 2011, Pablo Correa réussit toujours à maintenir son club en Ligue 1 en finissant entre la 12eet 15e place du championnat, positions plus cohérentes avec le faible budget de Nancy par rapport aux différentes équipes de l'élite.

#### Passage à Évian Thonon Gaillard (2012)
Le 25 mars 2011, au cours d'une conférence de presse, Pablo Correa annonce son départ de l'AS Nancy Lorraine à l'issue de la saison 2010-2011.
Le 2 janvier 2012, il remplace Bernard Casoni au poste d'entraîneur d'Évian Thonon Gaillard. Sous ses ordres, l'équipe finira honorablement la saison à la 9e place du championnat de Ligue 1 2011-2012. Cependant, à la suite d'un mauvais départ en championnat lors de la saison suivante, avec une série de 3 défaites en 4 matchs, le 3 septembre 2012, il est remercié de son poste d'entraîneur de Thonon Évian. Il est remplacé par Pascal Dupraz.

#### Retour à l'ASNL (2013-2017)

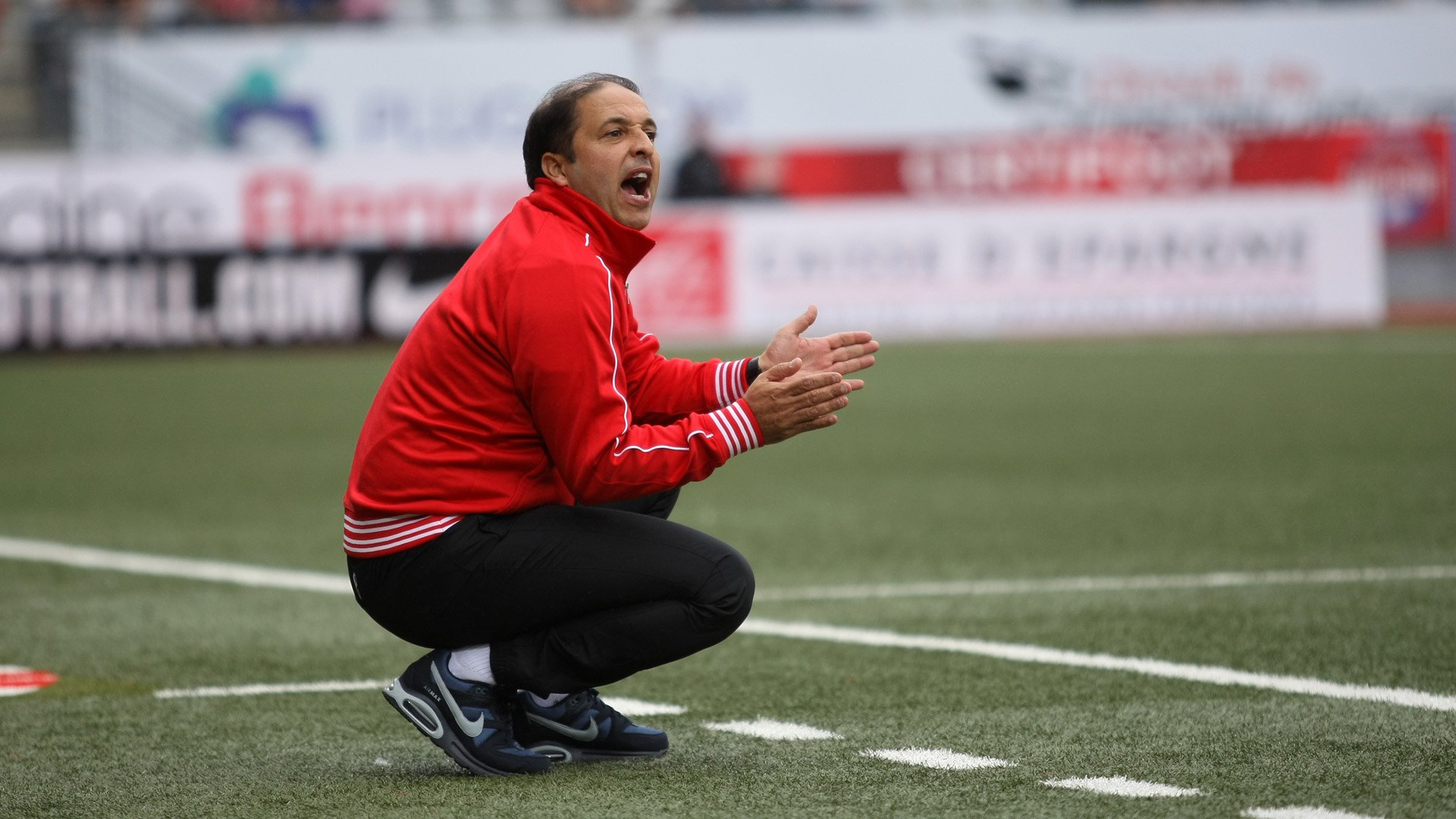
Correa sur le banc de touche de l'ASNL en 2015

Le 12 octobre 2013, le club de l'AS Nancy Lorraine confirme le retour de Pablo Correa en tant qu’entraîneur principal pour une période de contrat allant jusqu'en Juin 2016.
Après deux échecs au pied du podium de Ligue 2 en 2013-2014 (4e) et 2014-2015 (5e), Pablo Correa fait à nouveau monter l'ASNL en Ligue 1 lors de la saison 2015-2016, en survolant le championnat toute la saison avec le Dijon FCO. La montée est officialisée le 25 avril 2016, par une victoire 1-0 sur Sochaux, au Stade Marcel Picot, sur un but de Clément Lenglet.
Doté de l'avant-dernier budget de Ligue 1, Correa ne parvient pas à maintenir l'équipe à l'issue de la saison 2016-2017. D'autant plus que le besoin de financement du club l'oblige à vendre contre son gré, lors du mercato d'hiver, l'un des meilleurs joueurs de l'équipe, le jeune défenseur Clément Lenglet qu'il avait promu capitaine au FC Séville.
Correa est renvoyé de son poste à l'ASNL le 29 août 2017 après un mauvais début de championnat en Ligue 2. Il avait pourtant anticipé ses futures difficultés dès le début de saison, en avertissant le club et la presse que le club n'avait pas fait un bon mercato à l'intersaison. Le 2 août 2017, il déclare : « Il y a des étages dans le club et chacun, à son étage, a son métier. Je l'ai dit, il n'y a pas plus loin que deux semaines, que j'étais inquiet du fait que notre recrutement avait pris du retard. Forcément, ce retard qu'on a pris, on l'aura dans la compétition ». Lorsqu'il quitte l'AS Nancy-Lorraine, le club est positionné premier non relégable à la 17e place du championnat de Ligue 2 2017-2018. Il est remplacé par Vincent Hognon, lui-même remplacé par Patrick Gabriel, puis par Didier Tholot quelques mois plus tard. Malgré son remplacement par trois entraineurs successifs en cours de saison, l'ASNL terminera le championnat exactement à la même position que Pablo Correa lorsqu'il fut licencié après la 5e journée, soit 17e.

#### Auxerre, puis Virton (2017-2022)

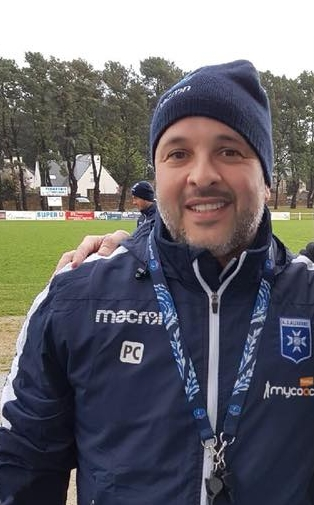
Correa, entraineur de l'AJ Auxerre en 2018

Désirant voir autre chose et entraîner à l'étranger, il refuse une offre de Valenciennes en octobre. Mais sans offre alléchante, le 21 décembre 2017, il signe à l'AJ Auxerre jusqu'en 2019 afin de redresser le club, 17e au classement en Ligue 2 au moment de la signature. La mission maintien est accomplie puisqu'à la l'issue de la saison 2017-2018 l'équipe pointe à la 11e place. Lors de la saison suivante, il ne parvient pas à insuffler la même dynamique. Le 18 mars 2019, Pablo Correa est limogé par l'AJ Auxerre. Le club est alors classé 14e de Ligue 2, alors qu'il reste 9 matchs à disputer jusqu'à la fin de saison. Son successeur Cédric Daury ne fera guère mieux puisqu'Auxerre finira la saison 15e au classement.
Après son éviction d'Auxerre, il se montre désireux d'entraîner à nouveau, mais la pandémie de Covid en 2020 implique des incertitudes financières pour les clubs et de nombreux championnats sont arrêtés dans toute l’Europe. Il ne trouve pas de club et connaît alors une année blanche sans entraîner en 2020-2021.
Le 22 décembre 2021, il devient le nouvel entraîneur du Royal Excelsior Virton, en seconde division Belge. Il a pour mission de tenter de sauver le club nouvellement promu de la relégation, puisque lorsqu'il en prend les rênes, l'équipe est dernière de son championnat. Il manque son objectif, le club restant dernier à l'issue de la saison 2021-2022. Il quitte alors la Belgique en recherche d'une nouvelle expérience sur un banc de touche.

#### Depuis 2023: Nancy à nouveau pour un sauvetage inespéré
Il fait son retour sur le banc de l'ASNL en novembre 2023 en remplacement de Benoît Pedretti. À son arrivée, le club lorrain est avant-dernier du National. Il a pour tâche principale de redresser la barre après deux saisons chaotiques pour le club : une descente en National pour la première fois de son histoire, puis la relégation en National 2  la saison suivante, évitée in extremis par un repêchage de la DNCG. Selon les actionnaires Krishen Sud et Chien Lee, l'ASNL doit viser la montée en Ligue 2 à l'horizon 2025. Le 26 janvier 2024, à l'occasion de la 18e journée et de son cinquième match sur le banc depuis sa prise de fonction, Correa célèbre une 5e victoire consécutive en championnat. C'est un record personnel, ainsi que pour le club auquel ceci n'était plus arrivé depuis plus de 35 ans, en 1988. Cette performance positionne l'équipe de Nancy à la 5e place du classement.  
Malgré des épreuves très difficiles sur le plan personnel en cours de saison, impliquant le décès de sa mère, puis quelques jours plus tard celui de son ami et président du club, Nicolas Holveck, Correa gardera sa motivation intacte jusqu'à la fin de saison. L'équipe finira 6e du championnat 2023-2024. Avec un ratio de 57% de victoires en 21 matchs (rythme de champion), il rempli haut la main la mission qui lui a été confiée de redresser sérieusement le club sur le plan sportif. Satisfaits par ses excellentes performances, les propriétaires du club décident de prolonger le contrat de Correa de deux ans, jusqu'en 2026.
Après un début de saison 2024-2025 convaincant en championnat, l'ASNL marque un total de 17 buts lors des deux premiers tours de la Coupe de France,.  A la 10e journée, l'équipe reste première du classement après avoir battu un autre prétendant à la montée en Ligue 2, Le Mans FC, à l'extérieur sur le score de 4-0. A compter de cette date, les joueurs de Correa, constants dans leurs performances, resteront premiers au classement jusqu'au dernier match de la saison. A l'occasion de son 600e match sur le banc de l'ASNL lors de la 27e journée, Correa réitère sa domination tactique en remportant à nouveau un match retour décisif contre Le Mans (2-0), à ce moment-là 2e du championnat. Le 2 mai 2025, après un match se soldant par une victoire 1-0 à domicile contre Nîmes lors de la 32e journée, l'ASNL est officiellement promue en Ligue 2 pour la saison 2025-2026. Dans un stade presque plein, ce soir-là à la fin du match, Pablo Correa est acclamé par les supporters de Marcel Picot qui scandent son nom et les joueurs le portent en triomphe pour fêter par la même occasion le titre de champion de National. Le coach des rouges et blancs confirme ses qualités de « faiseur de miracles » à l'ASNL, en ayant redressé son club de cœur de façon spectaculaire sur le plan sportif, en à peine 18 mois. Au-delà du titre de Champion, avec la meilleure attaque et la meilleure défense, Correa est logiquement sacré meilleur entraineur de la saison 2024-2025 de National.

## Palmarès

### Joueur
| - CA Rentistas - Primera B - Champion (1) : 1988 |  | - AS Nancy-Lorraine - Division 2 - Champion (1) : 1998 |

### Entraîneur

#### En club
- AS Nancy-Lorraine
  - Coupe de la Ligue
    - Vainqueur (1) : 2006

  - Ligue 2
    - Champion (2) : 2005 et 2016

  - National
    - Champion (1) : 2025

#### Distinctions personnelles
- Élu entraîneur français de l'année par le magazine France Football en 2006 et 2007
- Meilleur entraîneur du championnat de National en 2025[30]

## Statistiques d'entraîneur
Mis à jour le 17 mai 2025. Données basées sur les informations du site Transfermarkt  (hors matchs amicaux)
| Saison                                               | Club entraîné                                        | Résultats (matchs de coupes inclus)                  | Résultats (matchs de coupes inclus)                  | Résultats (matchs de coupes inclus) | Résultats (matchs de coupes inclus) | Résultats (matchs de coupes inclus) | Résultats (matchs de coupes inclus) | Résultats (matchs de coupes inclus) | Résultats (matchs de coupes inclus) | Résultats (matchs de coupes inclus) | Résultats (matchs de coupes inclus) |
| Saison                                               | Club entraîné                                        | Championnat                                          | Classement                                           | M                                   | V                                   | N                                   | D                                   | Bp                                  | Bc                                  | Diff                                | Victoires (%)                       |
| ---------------------------------------------------- | ---------------------------------------------------- | ---------------------------------------------------- | ---------------------------------------------------- | ----------------------------------- | ----------------------------------- | ----------------------------------- | ----------------------------------- | ----------------------------------- | ----------------------------------- | ----------------------------------- | ----------------------------------- |
| 2002-2003                                            | AS Nancy-Lorraine                                    | Ligue 2                                              | 15e                                                  | 30                                  | 11                                  | 10                                  | 9                                   | 33                                  | 37                                  | -4                                  | 36,7 %                              |
| 2003-2004                                            | AS Nancy-Lorraine                                    | Ligue 2                                              | 6e                                                   | 42                                  | 16                                  | 13                                  | 13                                  | 54                                  | 46                                  | +8                                  | 38,1 %                              |
| 2004-2005                                            | AS Nancy-Lorraine                                    | Ligue 2                                              | Champion                                             | 41                                  | 22                                  | 8                                   | 11                                  | 68                                  | 46                                  | +22                                 | 53,7 %                              |
| 2005-2006                                            | AS Nancy-Lorraine                                    | Ligue 1                                              | 12e                                                  | 44                                  | 17                                  | 12                                  | 15                                  | 42                                  | 42                                  | 0                                   | 38,6 %                              |
| 2006-2007                                            | AS Nancy-Lorraine                                    | Ligue 1 + C3                                         | 13e                                                  | 50                                  | 18                                  | 12                                  | 20                                  | 63                                  | 68                                  | -5                                  | 36 %                                |
| 2007-2008                                            | AS Nancy-Lorraine                                    | Ligue 1                                              | 4e                                                   | 43                                  | 18                                  | 15                                  | 10                                  | 51                                  | 36                                  | +15                                 | 41,9 %                              |
| 2008-2009                                            | AS Nancy-Lorraine                                    | Ligue 1 + C3                                         | 15e                                                  | 47                                  | 14                                  | 13                                  | 20                                  | 54                                  | 62                                  | -8                                  | 29,8 %                              |
| 2009-2010                                            | AS Nancy-Lorraine                                    | Ligue 1                                              | 12e                                                  | 42                                  | 15                                  | 9                                   | 18                                  | 51                                  | 60                                  | -9                                  | 35,7 %                              |
| 2010-2011                                            | AS Nancy-Lorraine                                    | Ligue 1                                              | 13e                                                  | 42                                  | 15                                  | 9                                   | 18                                  | 53                                  | 58                                  | -5                                  | 35,7 %                              |
| Sous-total ASNL du 11 novembre 2002 au 29 mai 2011   | Sous-total ASNL du 11 novembre 2002 au 29 mai 2011   | Sous-total ASNL du 11 novembre 2002 au 29 mai 2011   | Sous-total ASNL du 11 novembre 2002 au 29 mai 2011   | 381                                 | 146                                 | 101                                 | 134                                 | 469                                 | 455                                 | +14                                 | 38,3 %                              |
| 2011-2012                                            | Évian TGFC                                           | Ligue 1                                              | 9e                                                   | 22                                  | 10                                  | 4                                   | 8                                   | 36                                  | 32                                  | +4                                  | 45,5 %                              |
| 2012-2013                                            | Évian TGFC                                           | Ligue 1                                              | N.C.                                                 | 4                                   | 0                                   | 1                                   | 3                                   | 3                                   | 7                                   | -4                                  | 0 %                                 |
| Sous-total Évian TG du 2 janvier au 3 septembre 2012 | Sous-total Évian TG du 2 janvier au 3 septembre 2012 | Sous-total Évian TG du 2 janvier au 3 septembre 2012 | Sous-total Évian TG du 2 janvier au 3 septembre 2012 | 26                                  | 10                                  | 5                                   | 11                                  | 39                                  | 39                                  | 0                                   | 38,5 %                              |
| 2013-2014                                            | AS Nancy-Lorraine                                    | Ligue 2                                              | 4e                                                   | 29                                  | 14                                  | 8                                   | 7                                   | 38                                  | 26                                  | +12                                 | 48,3 %                              |
| 2014-2015                                            | AS Nancy-Lorraine                                    | Ligue 2                                              | 5e                                                   | 42                                  | 17                                  | 13                                  | 12                                  | 58                                  | 45                                  | +13                                 | 40,5 %                              |
| 2015-2016                                            | AS Nancy-Lorraine                                    | Ligue 2                                              | Champion                                             | 41                                  | 23                                  | 11                                  | 7                                   | 70                                  | 40                                  | +30                                 | 56,1 %                              |
| 2016-2017                                            | AS Nancy-Lorraine                                    | Ligue 1                                              | 19e                                                  | 44                                  | 13                                  | 8                                   | 23                                  | 39                                  | 57                                  | -18                                 | 29,5 %                              |
| 2017-2018                                            | AS Nancy-Lorraine                                    | Ligue 2                                              | 17e                                                  | 6                                   | 1                                   | 3                                   | 2                                   | 10                                  | 11                                  | -1                                  | 16,7 %                              |
| Sous-total ASNL du 18 octobre 2013 au 29 août 2017   | Sous-total ASNL du 18 octobre 2013 au 29 août 2017   | Sous-total ASNL du 18 octobre 2013 au 29 août 2017   | Sous-total ASNL du 18 octobre 2013 au 29 août 2017   | 162                                 | 68                                  | 43                                  | 51                                  | 215                                 | 179                                 | +36                                 | 42 %                                |
| 2017-2018                                            | AJ Auxerre                                           | Ligue 2                                              | 11e                                                  | 22                                  | 10                                  | 4                                   | 8                                   | 43                                  | 34                                  | +9                                  | 45,5 %                              |
| 2018-2019                                            | AJ Auxerre                                           | Ligue 2                                              | 14e                                                  | 33                                  | 11                                  | 6                                   | 16                                  | 36                                  | 33                                  | +3                                  | 33,3 %                              |
| Sous-total AJA du 21 décembre 2017 au 18 mars 2019   | Sous-total AJA du 21 décembre 2017 au 18 mars 2019   | Sous-total AJA du 21 décembre 2017 au 18 mars 2019   | Sous-total AJA du 21 décembre 2017 au 18 mars 2019   | 55                                  | 21                                  | 10                                  | 24                                  | 79                                  | 67                                  | +12                                 | 38,2 %                              |
| 2021-2022                                            | Royal Excelsior Virton                               | Division 2 belge                                     | 8e                                                   | 12                                  | 2                                   | 1                                   | 9                                   | 9                                   | 24                                  | -15                                 | 16,7 %                              |
| 2023-2024                                            | AS Nancy-Lorraine                                    | National                                             | 6e                                                   | 21                                  | 12                                  | 3                                   | 6                                   | 38                                  | 32                                  | +6                                  | 57,1 %                              |
| 2024-2025                                            | AS Nancy-Lorraine                                    | National                                             | Champion                                             | 36                                  | 23                                  | 5                                   | 8                                   | 75                                  | 32                                  | +43                                 | 63,9 %                              |
| Total carrière Pablo Correa 2002-2025                | Total carrière Pablo Correa 2002-2025                | Total carrière Pablo Correa 2002-2025                | Total carrière Pablo Correa 2002-2025                | 694                                 | 282                                 | 168                                 | 244                                 | 925                                 | 831                                 | +94                                 | 40,6 %                              |